# Tăut
Tăut – wieś w Rumunii, w okręgu Bihor, w gminie Batăr. W 2011 roku liczyła 889
mieszkańców.